# Олександрійський повіт
Олександрійський повіт  або Олександрійський уїзд (рос. Александрийский уезд) — землеуправлінська Херсонської губернії Російського та Українського господарств (Держави гетьмана Павла Скоропадського). У 1920—1922 рр. у складі Кременчуцької губернії існував однойменний повіт. Повітовий центр — місто Олександрія.

## Історія
- Створений у 1784 році у складі Катеринославського намісництва
- Наказом від 20 липня 1795 року його адміністративний центр був переведений в місто Крилів, яке щоб не міняти назву повіту перейменували на Олександрію.
- За скасування Катеринославського намісництва, повіт був скасований 1796 року, а територія, очевидно, увійшла до Лисаветградського повіту.
- 1806 заново створений у складі Херсонської губернії виділенням з Єлизаветградського повіту
- 1920—1922 рр. у складі Кременчуцької губернії[1]

## Опис
Олександрійський повіт Херсонської губернії займав 9810,6 км² (8620,6 кв. верст), мав 327 199 жителів, з яких міського населення 36 556, сільського 290 643; населених пунктів в повіті 1305, на кв. версту припадає 37,9 жит.
Повітове місто Олександрія знаходиться, при впадінні річки Березівки в річку Інгулець, за 285 км від Херсона, має салотопні, миловарні і свічкові заводи, шкіряні фабрики (1885). На початок XX ст в місті проживало 17 441 жителів, що займались переважно землеробством і скотарством.

## Населення
За даними перепису 1897 року в повіті проживало 416,6 тис. осіб. Етнічний склад: українці — 85,1 %; росіяни — 9,4 %; євреї — 3,7 %. У повітовому місті Олександрії проживало 14 007 осіб, В заштатному Новогеоргіївську — 11 594

## Міста повіту
- Олександрія з передмістями Березівка та Натягайлівка
- Новогеоргіївськ
- посад Нова Прага.

## Земство

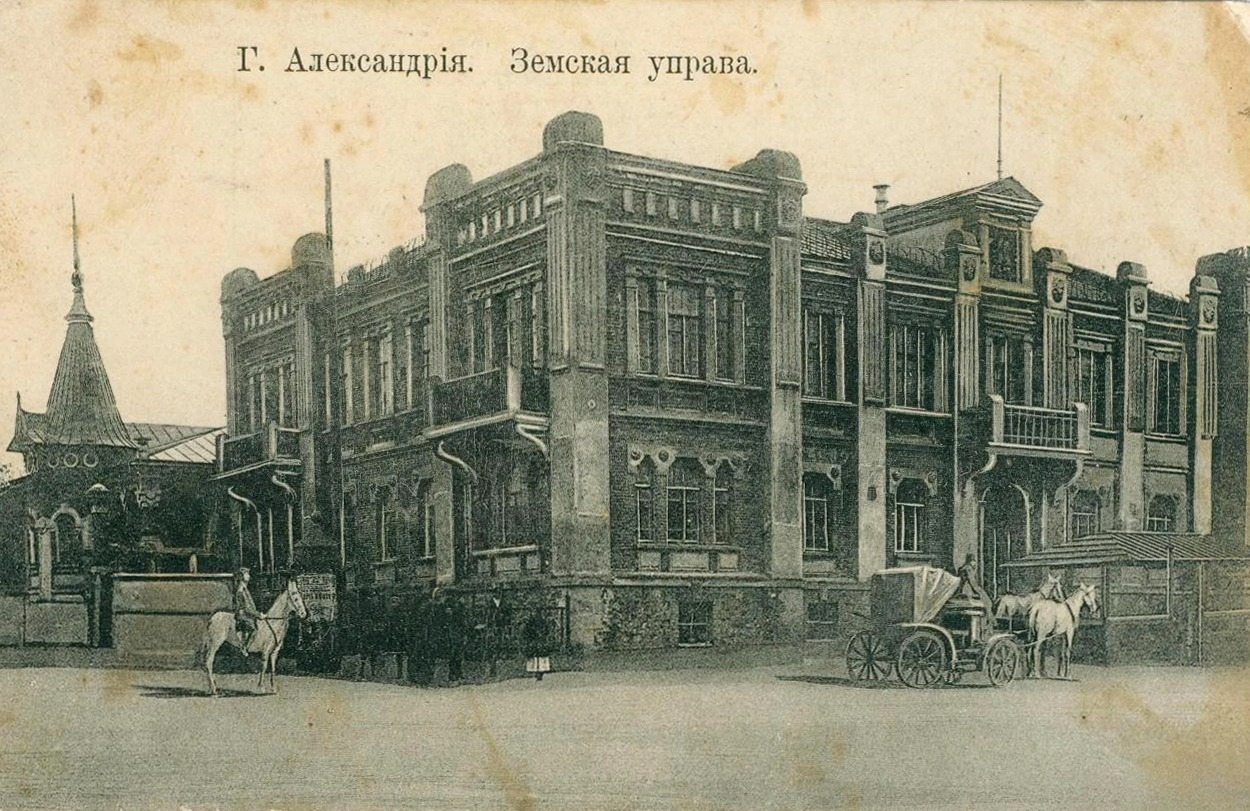
Земська управа Олександрійського повіту.

Земська управа до 1910 р.

Колишня (станом на 1903 р.) земська лікарня.

Земська аптека.

Перші повітові земські збори в Олександрії відбулися 2—4 березня 1865 року. До складу зборів в якості гласних (депутатів) входили представники від різних верств населення: землевласників Олександрійського повіту (більшість з яких були військових чинів), купців, духовенства, міщан та селян. Відповідно до «Положенням про губернські і повітові земські установи» головував на зборах повітовий предводитель дворянства. На зборах був сформований склад виконавчого органу — повітової земської управи: майор Євгеній Васильович Левшин, поручник Петро Михайлович Агеєв, купець 2-ї гільдії Андрій Іванович Клеменов, штабсротмістр Іван Захарович Колесников. Головою земської управи обрали правника Івана Івановича Гороновича.
До 1910 року Олександрійська земська управа знаходилась у будівлі, що розташовувалася на перехресті вулиць Центральної (нині Шевченка) та Бульварної. Нове приміщення земської управи у два з половиною поверхи було збудоване у 1908—1909 роках у стилі модерн на перехресті вулиць Центральної та Поштової (нині Першотравнева). Споруда була освячена 14 січня 1910 р. настоятелем Свято-Миколаївської церкви міста. Впродовж року тут працювали голова та заступники, члени земських комісій повіту з питань освіти, медицини, доріг, статистики та інші. У цьому приміщенні проходили збори земських гласних. Також тут знаходилася земська бібліотека та архів.

## Голови земської управи
- 4 березня 1865—1871 — Горонович Іван Іванович[6]
- 1871—7 червня 1877 — Кефала Михайло Олександрович[7]
- 1877—11 лютого 1903 — Зерваницький Микола Іванович[8]
- 1903—1917 — Пищевич Семен Григорович[9]

## Повітові предводителі дворянства

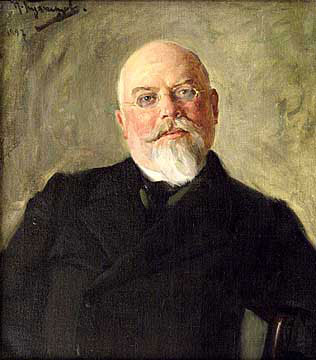
Михайло Кефала, 1897 р., худ. Микола Кузнецов.

- 1785—1787 — Чорба Федір Арсенійович, генерал-поручник.
- 1788—1790 — Чеботаєв Матвій Іванович, підполковник.
- 1792—1795 — Чорба Петро Федорович, секунд-майор.
- 1807—1809 — Чорба Петро Федорович, надвірний радник.
- 1810 — Пиварович Іван Михайлович, майор.
- 1811—1815 — Фургман Захар, майор.
- 1826—1827 — Канівольський Дмитро Андрійович, майор.
- 1828—1831 — Коншин Афанасій Михайлович, полковник.
- 1832—1833 — Пустельников Михайло Дмитрович, підполковник.
- 1834—1838 — Касінов Михайло Васильович, штабскапітан.
- 1839—1845 — Агеєв Михайло Петрович, штабскапітан.
- 1846—1850 — Канівальський Михайло Дмитрович, полковник.
- 1851 — Протопопов Микола Олексійович, підполковник.
- 1852—1853 — Аврамов Пров Олександрович, поручник.
- 1854—1868 — Буцький Єгор Петрович, капітан-лейтенант.
- 1869—1874 — Байдак Дмитро Олександрович, поручник.
- 1875—1881 — Зерваницький Микола Іванович, титулярний радник, з 1877 колезький асесор, з 1879 надвірний радник.
- 18 грудня 1881[10] — грудень 1906 — Кефала Михайло Олександрович, до 1887 в.о., з 1888 колезький асесор, з 1894 статський радник, з 1896 дійсний статський радник.
- 29 грудня 1906[11]—1916 — Гнат Іванович Мазуркевич, відставний генерал-майор.